# لژیون اول ایتالیکا

نقشه امپراتوری روم در سال ۱۲۵ پس از میلاد، در زمان امپراتور هادریان، که لژیون اول ایتالیکا را نشان می‌دهد که مستقر در کرانه رودخانه دانوب در نووا (نزدیک سویشتوف، بلغارستان)، در استان موئسیا تحتانی، از ۷۰ پس از میلاد تا قرن پنجم.

لژیون اول ایتالیکا ("نخستین لژیون ایتالیایی") لژیونی از ارتش امپراتوری روم بود که توسط امپراتور نرون در ۲۲ سپتامبر ۶۶ تأسیس شد (تاریخ با یک کتیبه تأیید شده‌است). نام اصلی آن لژیون فالانژ اسکندر کبیر بود و در طول سال چهار امپراتور در ایتالیا مستقر شد و نام ایتالیایی را به خود اختصاص داد.
سپس در نووا، در نزدیکی ویشتوو امروزی (بلغارستان) مستقر شد. هنوز سوابقی از این لژیون در مرز دانوب در آغاز قرن پنجم وجود دارد. نشان لژیون نیز یک گراز بود.

## تاریخچه
پس از جنگ روم و ایران ۵۸–۶۳، امپراتور نرون، لژیون ایتالیکا را با نام فیلنکس الکساندرا مگنی ("فالانژ اسکندر کبیر") برای لشکرکشی به ارمنستان، به سوی گذرگاه چاوار حرکت داد. منابع به این واقعیت عجیب اشاره می‌کنند که لژیون‌های اصلی همه بیش از شش فوت قد داشتند. با این حال، از آنجا که شورش یهودیان چند هفته بعد آغاز شد، لشکرکشی پیش‌بینی شده علیه ارمنیان هرگز انجام نشد.
همچنین، فرماندار گال، گایوس ژولیوس ویندکس، در اوایل سال ۶۸ قیام کرد و لژیون اول به آنجا هدایت شد و درست به موقع رسید تا شورش را به پایان برساند. در سال چهار امپراتور، پس از مرگ نرون، لژیون نام «یکم ایتالیکا» را دریافت کرد و برای ویتلیوس در دومین نبرد بدریاکوم جنگید، جایی که ویتلیان توسط نیروهای حامی وسپاسیان شکست خوردند. امپراتور جدید لژیون را در سال ۷۰ به استان موئسیا فرستاد، جایی که آنها در نووا (سویشتوف مدرن) اردو زدند که برای قرن‌ها پایگاه عملیات لژیون شد.